# 截角五角六十面體
在幾何學中，截角五角六十面體是一種凸多面體，由12個正五邊形和60個六邊形組成，那60個六邊形是全等的，但不是正六邊形。
截角五角六十面體共有72個面、210個邊和140個頂點，是五角化扭棱十二面體的對偶多面體。
截角五角六十面體就是切去頂點的五角六十面體，但是只能切去相鄰五個面的頂點。
截角五角六十面體可以是一種富勒烯的結構，是為C140。也是病毒衣殼的一種結構。

截角五角六十面體的旋轉動畫。

## 外部連結
- VTML polyhedral generator （页面存档备份，存于） Try "dk5sD" (康威多面體表示法)